# Perissasterias polyacantha
Perissasterias polyacantha is een zeester uit de familie Asteriidae.
De wetenschappelijke naam van de soort werd in 1923 gepubliceerd door Hubert Lyman Clark.